# Suomenmaa
Suomenmaa (till 1965 Maakansa), är en finländsk dagstidning som är huvudorgan för Centern i Finland. 
Tidningen, grundades 1908 var ursprungligen ett språkrör för småbrukarbefolkningen i Karelen med Viborg som utgivningsort fram till 1940, men utkommer sedan 1945 i Helsingfors. Dess starke man var från seklets början Juho Niukkanen, som var styrelseordförande 1934–1949. Under 1950- och 1960-talen dikterades dess linje i mycket av president Urho Kekkonen. Tidningen blev officiellt partiorgan först 1967. Idag utkommer den med en riksupplaga i Helsingfors (fyradagars, 7 605 exemplar 2009) och en regional upplaga (femdagars, 2 468 exemplar 2009) i Uleåborg.